# Pačir
Pačir (izvirno srbsko Пачир; madžarsko Pacsér) je naselje v Srbiji, ki upravno spada pod Občino Bačka Topola; slednja pa je del Severnobačkega upravnega okraja.

## Demografija
V naselju živi 2397 polnoletnih prebivalcev, pri čemer je njihova povprečna starost 42,9 let (40,5 pri moških in 45,1 pri ženskah). Naselje ima 1198 gospodinjstev, pri čemer je povprečno število članov na gospodinjstvo 2,46.
Prebivalstvo je večinoma nehomogeno, a v času zadnjih treh popisov je opazno zmanjšanje števila prebivalcev.
|  |

| Demografija | Demografija     | Demografija     |
| Leto        | Št. prebivalcev | Št. prebivalcev |
| ----------- | --------------- | --------------- |
|             |                 |                 |
|             |                 |                 |
|             |                 |                 |
|             |                 |                 |
| 1948        | 4907            |                 |
| 1953        | 4806            |                 |
| 1961        | 4754            |                 |
| 1971        | 4189            |                 |
| 1981        | 3871            |                 |
| 1991        | 3309            | 3213            |
| 2002        | 3004            | 2948            |
|             |                 |                 |

| Etnična sestava po popisu iz leta 2002 | Etnična sestava po popisu iz leta 2002 | Etnična sestava po popisu iz leta 2002 | Etnična sestava po popisu iz leta 2002 | Etnična sestava po popisu iz leta 2002 |
| -------------------------------------- | -------------------------------------- | -------------------------------------- | -------------------------------------- | -------------------------------------- |
| Madžari                                | Madžari                                |                                        | 1.766                                  | 59,90%                                 |
| Srbi                                   | Srbi                                   |                                        | 864                                    | 29,30%                                 |
| Bunjevci                               | Bunjevci                               |                                        | 68                                     | 2,30%                                  |
| Jugoslovani                            | Jugoslovani                            |                                        | 55                                     | 1,86%                                  |
| Hrvati                                 | Hrvati                                 |                                        | 45                                     | 1,52%                                  |
| Romi                                   | Romi                                   |                                        | 29                                     | 0,98%                                  |
| Nemci                                  | Nemci                                  |                                        | 6                                      | 0,20%                                  |
| Bošnjaki                               | Bošnjaki                               |                                        | 5                                      | 0,16%                                  |
| Črnogorci                              | Črnogorci                              |                                        | 4                                      | 0,13%                                  |
| Muslimani                              | Muslimani                              |                                        | 4                                      | 0,13%                                  |
| Slovenci                               | Slovenci                               |                                        | 3                                      | 0,10%                                  |
| Romuni                                 | Romuni                                 |                                        | 3                                      | 0,10%                                  |
| Slovaki                                | Slovaki                                |                                        | 2                                      | 0,06%                                  |
| Rusini                                 | Rusini                                 |                                        | 2                                      | 0,06%                                  |
| Ukrajinci                              | Ukrajinci                              |                                        | 1                                      | 0,03%                                  |
| Makedonci                              | Makedonci                              |                                        | 1                                      | 0,03%                                  |
| Albanci                                | Albanci                                |                                        | 1                                      | 0,03%                                  |
| Neznano                                | Neznano                                |                                        | 6                                      | 0,20%                                  |